# Monte Penglai

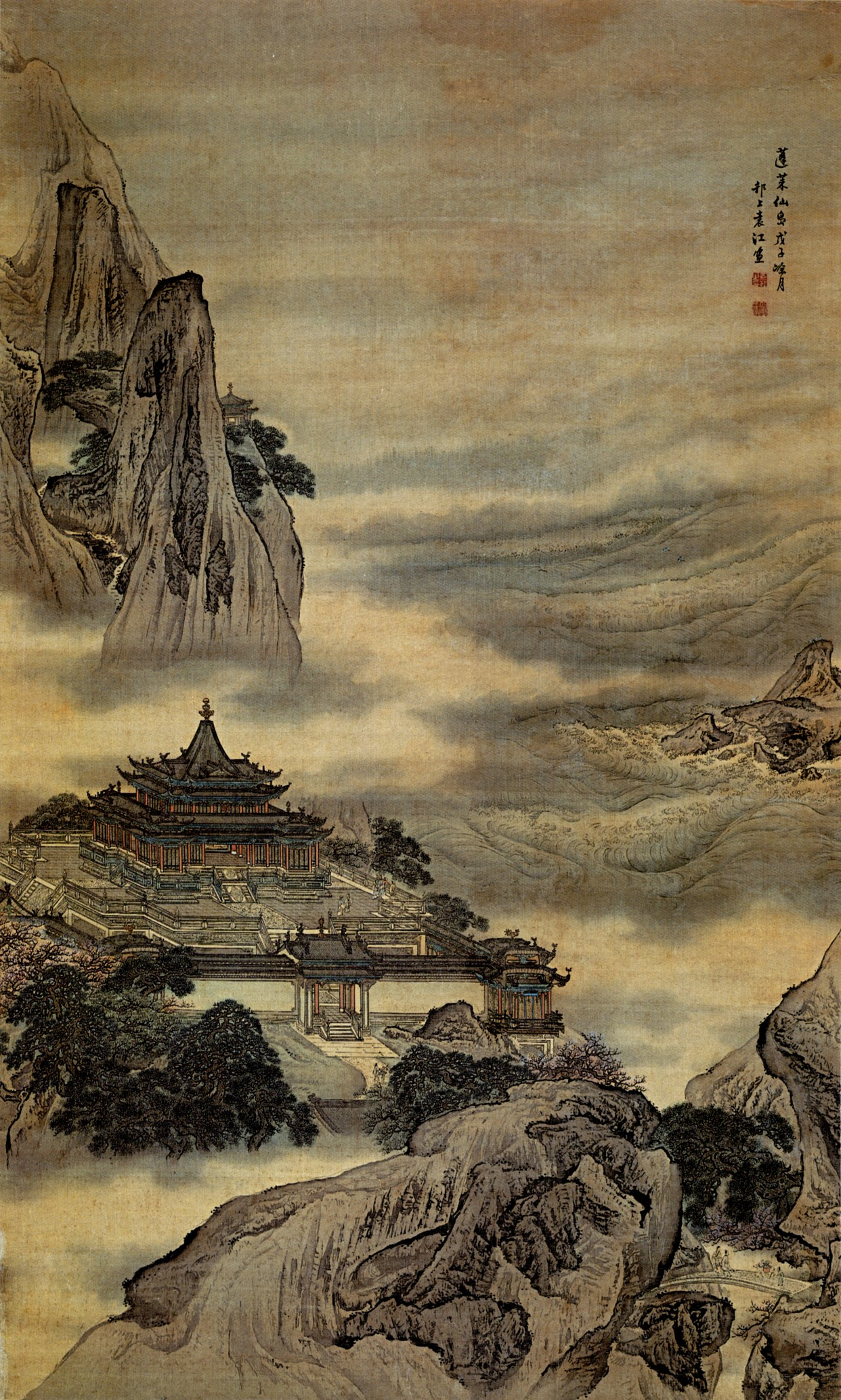
Il monte e l'isola Penglai da un dipinto di Yuan Jiang, 1708.

Monte Penglai (cinese semplificato: 蓬莱山; cinese tradizionale: 蓬萊山; pinyin: Pénglái shān), o Isola Penglai (cinese semplificato: 蓬莱仙岛; cinese tradizionale: 蓬萊仙島; pinyin: Pénglái xiāndǎo), è una terra mistica di cui si narra nella mitologia cinese. Il mito si è anche diffuso in Giappone, dove viene definito "leggenda di Hōrai" (蓬莱).

## Posizione geografica
Secondo lo Shan Hai Jing, il monte è situato su un'isola presso il limite orientale del Mare di Bohai, insieme ad altre quattro isole dove vivevano gli Immortali, chiamate Fāngzhàng (方丈), Yíngzhōu (瀛州), Dàiyú (岱輿) e Yuánjiāo (員嬌).
Nonostante una Penglai City esista a Shandong, in Cina, è ignoto se la città abbia ospitato il monte descritto nelle leggende. Il racconto è, tuttavia, motivo di orgoglio per la città e la tradizione locale afferma che una certa regione situata nei pressi di Penglai fosse la residenza degli Otto Immortali. I racconti popolari narrano che la montagna possa essere vista sotto forma di frequenti miraggi nel mare per cui la città è famosa.
Altre teorie ritengono che l'isola magica sia Taiwan o il Giappone, nel qual caso il Monte Penglai sarebbe il Fuji.

## Nella mitologia cinese
Nella mitologia cinese, la montagna è la sede degli Otto Immortali, o almeno il luogo dove essi si recano per consumare un banchetto, come il prestigiatore Anqi Sheng. Presumibilmente, la montagna sarebbe completamente bianca, mentre i palazzi sarebbero fatti di oro e platino, e sugli alberi crescerebbero gioielli.
Non esistono dolori e inverni. Ci sono palle di riso e bicchieri di vino che non si esauriscono mai, non importa quanto le persone li mangino e bevano. Sono inoltre presenti frutti magici in grado di guarire qualunque malattia, dare eterna giovinezza e persino resuscitare i morti.
Il Primo Imperatore Qin Shi Huang, alla ricerca dell'elisir della vita, tentò diverse volte di raggiungere l'isola su cui è situata la montagna, senza però riuscirci. Le leggende dicono che Xu Fu, un servo inviato sull'isola, scoprì il Giappone.

## Nella mitologia giapponese
La rappresentazione del Monte Horai in Kwaidan: Stories and Studies of Strange Things, di Lafcadio Hearn, è diversa da quelle dei miti cinesi. In questa versione, Horai non sarebbe libera da dolore e morte, e gli inverni sarebbero molto freddi. La concezione di Hearn su Horai è che non ci siano frutti in grado di guarire malattie o resuscitare i morti, e nemmeno palle di riso o bicchieri di vino inesauribili.
Hearn si concentra per lo più sull'atmosfera del luogo, che si dice non essere composta di aria, ma di anime. Respirare queste anime conferisce la conoscenza degli antichi spiriti. Secondo un'altra variante giapponese, gli abitanti di Horai sono piccole fate e non hanno conoscenza del male, quindi non invecchiano.
Nel Kwaidan è indicato che i giapponesi considerano quest'isola come puramente fantastica. È riportato che "Horai" è anche chiamato "Shinkiro", che significa "Miraggio - la Visione dell'Intangibile".

## Nei media

### Manga e anime
- Inuyasha the Movie - L'isola del fuoco scarlatto (2004)
- La storia della Principessa Splendente (2013)